# A Dama e o Unicórnio

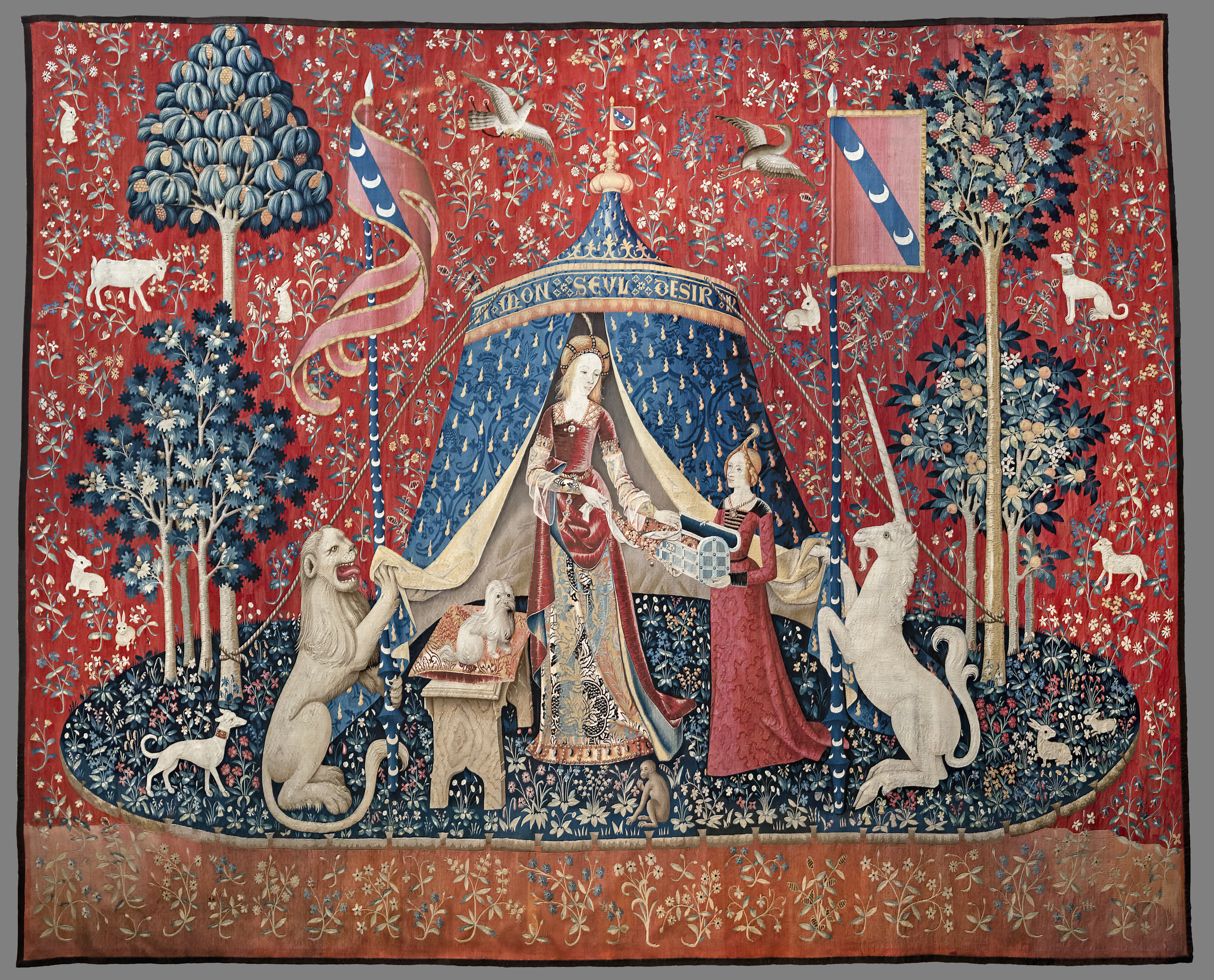
A Dama e o Unicórnio: À mon seul désir (Museu de Cluny, Paris)

A Dama e o Unicórnio (francês: La dame à la licorne) é o título de um ciclo de tapeçarias francesas freqüentemente consideradas como um dos grandes trabalhos da arte medieval na Europa. Estima-se que tenham sido tecidas no final do século XV (circa 1490), em Flandres.
Os tapetes são geralmente interpretados como mostrando os seis sentidos - gosto, audição, visão, olfato, tato e "À mon seul désir" ("Ao meu único desejo" - numa tradução literal), este último interpretado como o amor ou a compreensão.
Cada um dos seis tapetes mostra uma senhora nobre e um unicórnio, e alguns incluem um macaco ou um leão na cena. As flâmulas, bem como os brasões de armas do Unicórnio e do Leão nos tapetes carregam as armas do nobre que os patrocinou, Jean Le Viste, poderoso na corte de Carlos VII de França. São feitos no estilo mille-fleurs.
Os tapetes foram redescobertos em 1841 por Prosper Mérimée, no castelo de Boussac.

## As tapeçarias
Segue-se uma breve descrição de cada peça:

### Paladar
A Dama serve-se de um doce num prato, seguro por uma criada. Seus olhos fixos num papagaio que está apoiado em sua mão esquerda. O leão e o unicórnio estão deitados atrás delas, como uma moldura à senhora. Um macaco aparece aos pés, comendo um dos doces.

### Audição
A Dama toca um instrumento sobre uma mesa. A criada jaz em pé do lado oposto, apoiando-se no instrumento. O leão e o unicórnio também ornam o centro da figura, mas nesta tapeçaria suas posições estão invertidas - de forma que eles ficam ao centro da composição.

### Visão
A senhora está sentada, segurando em sua mão direita um espelho. O unicórnio está ajoelhado, com sua pata direita no colo da dama, a quem contempla pelo reflexo no espelho. O leão está ao lado esquerdo.

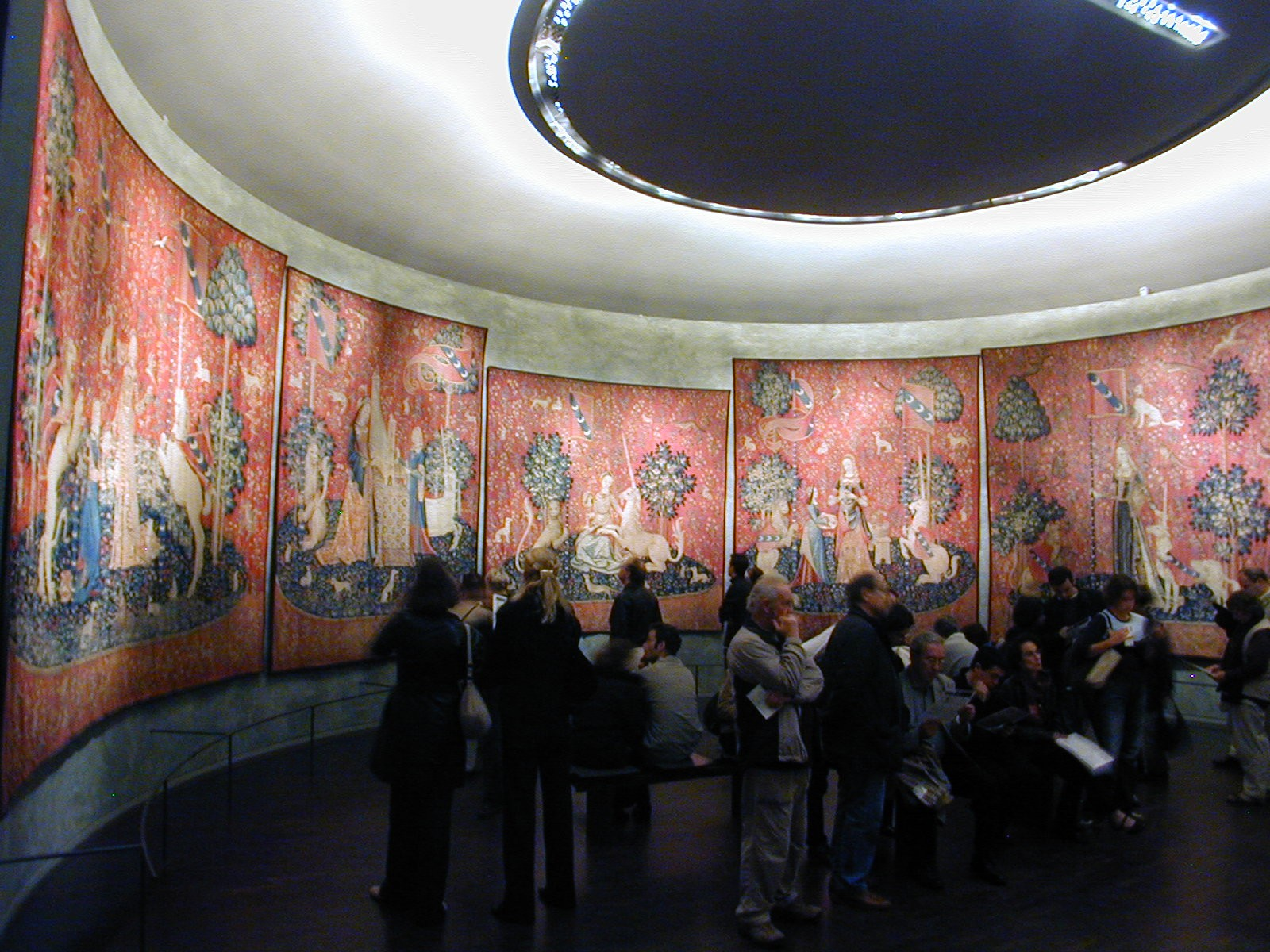
as tapeçarias.

### Olfato
A senhora está de pé, compondo uma grinalda de flores. Sua criada segura uma cesta de flores, ao seu alcance. Novamente leão e unicórnio ornam a figura, enquanto o macaco surge, tendo apanhado uma das flores, encerrando assim a alegoria, cheirando-a.

### Tato
A dama ergue uma das mãos, tocando o chifre do unicórnio, enquanto a outra aponta para cima. O leão jaz, observando a cena.

### A Mon Seul Désir
Esta tapeçaria é mais larga que as outras, e tem um estilo um pouco diferente. A senhora se levanta em frente a uma barraca, e na parte superior lê-se: À Mon Seul Désir ("Ao meu único desejo"). A criada está ao pé, à direita, abrindo um pequeno baú. A dama está colocando um colar, com o qual aparece nas demais peças. A sua esquerda um banco com bolsas de moedas. O leão e o unicórnio estão em suas posições normais.
Esta tapeçaria tem suscitado diversas interpretações. Uma delas diz que a dama pondo o colar no baú expressa a renúncia das paixões, despertadas pelos outros sentidos, e como uma livre afirmação da vontade. Outros dizem que representa o sexto sentido do entendimento. Outras tantas vêem como o amor, ou a virgindade.